# Death Before Dishonor
Death Before Dishonor es un evento pago por visión de lucha libre profesional producido por la empresa estadounidense Ring of Honor. La edición de 2010 del programa fue el tercer programa de pago por evento de Internet de ROH, y el tercer programa de ROH se transmitirá en vivo. Las ediciones de 2011 y 2012 también se transmitieron como pago por visión en Internet.
El evento es uno de los cuatro eventos más importantes del ROH después de Anniversary Show, Glory By Honor y Final Battle.

## Fechas y lugares de Death Before Dishonor
| Evento                                      | Fecha                    | Estadio                            | Lugar                      | Evento principal |
| ------------------------------------------- | ------------------------ | ---------------------------------- | -------------------------- | --- |
| Death Before Dishonor I                     | 19 de julio de 2003      | Rex Plex                           | Elizabeth, New Jersey      | Samoa Joe (c) vs. Paul London |
| Death Before Dishonor 2: Part One           | 23 de julio de 2004      | Muellner Building                  | Wauwatosa, Wisconsin       | The Second City Saints (CM Punk and Colt Cabana) (c) vs. The Briscoe Brothers (Jay Briscoe & Mark Briscoe)                                               |
| Death Before Dishonor 2: Part Two           | 24 de julio de 2004      | Frontier Fieldhouse                | Chicago Ridge, Illinois    | Second City Saints (CM Punk & Ace Steel) vs. Dan Maff y B.J. Whitmer                                                                                     |
| Death Before Dishonor III                   | 18 de junio de 2005      | Mennen Sports Arena                | Morristown, New Jersey     | Austin Aries (c) vs. CM Punk for the ROH World Championship                                                                                              |
| Death Before Dishonor IV                    | 15 de julio de 2006      | National Guard Armory              | Philadelphia, Pennsylvania | ROH (Samoa Joe, Adam Pearce, B.J. Whitmer, Ace Steel and Homicide) vs. CZW (Chris Hero, Claudio Castagnoli, Necro Butcher, Nate Webb and Eddie Kingston) |
| Death Before Dishonor V: Night One          | 10 de agosto de 2007     | Roxbury Community College          | Boston, Massachusetts      | The Briscoe Brothers (Jay Briscoe & Mark Briscoe) vs. Kevin Steen & El Generico                                                                          |
| Death Before Dishonor V: Night Two          | 11 de agosto de 2007     | National Guard Armory              | Philadelphia, Pennsylvania | The Resilience (Austin Aries, Matt Cross & Erick Stevens) y Delirious vs. No Remorse Corps (Roderick Strong, Davey Richards & Rocky Romero) y Matt Sydal |
| Death Before Dishonor VI                    | 2 de agosto de 2008      | Hammerstein Ballroom               | New York City, New York    | Nigel McGuinness (c) vs. Bryan Danielson vs. Claudio Castagnoli vs. Tyler Black                                                                          |
| Death Before Dishonor VII: Night One        | 24 de julio de 2009      | Ted Reeve Arena                    | Ted Reeve Arena            | Austin Aries (c) vs. Jerry Lynn vs. Nigel McGuinness vs. Tyler Black                                                                                     |
| Death Before Dishonor VII: Night Two        | 25 de julio de 2009      | Ted Reeve Arena                    | Ted Reeve Arena            | Chris Hero vs. Lance Storm |
| Death Before Dishonor VIII                  | 19 de junio de 2010      | Ted Reeve Arena                    | Ted Reeve Arena            | Tyler Black (c) vs. Davey Richards |
| Death Before Dishonor IX                    | 17 de septiembre de 2011 | Manhattan Center                   | New York City, New York    | The Briscoe Brothers (Jay Briscoe & Mark Briscoe) vs. The All Night Express (Kenny King & Rhett Titus)                                                   |
| Death Before Dishonor X: State of Emergency | 15 de septiembre de 2012 | Frontier Fieldhouse                | Chicago Ridge, Illinois    | Kevin Steen (c) vs. Rhino |
| Death Before Dishonor XI                    | 20 de septiembre de 2013 | Pennsylvania National Guard Armory | Philadelphia, Pennsylvania | Adam Cole vs. Michael Elgin |
| Death Before Dishonor XII: Night One        | 22 de agosto de 2014     | The Turner Hall Ballroom           | Milwaukee, Wisconsin       | Michael Elgin (c) vs. Silas Young |
| Death Before Dishonor XII: Night Two        | 23 de agosto de 2014     | Frontier Fieldhouse                | Chicago Ridge, Illinois    | Michael Elgin (c) vs. Tommaso Ciampa |
| Death Before Dishonor XIII                  | 24 de julio de 2015      | William J Myers Pavilion           | Baltimore, Maryland        | Jay Lethal (c) vs. Roderick Strong |
| Death Before Dishonor XIV                   | 19 de agosto de 2016     | Sam's Town Live                    | Sam's Town Live            | Jay Lethal (c) vs. Adam Cole |
| Death Before Dishonor XV                    | 22 de septiembre de 2017 | Sam's Town Live                    | Sam's Town Live            | Cody (c) vs. Minoru Suzuki |
| Death Before Dishonor XVI                   | 28 de septiembre de 2018 | Orleans Arena                      | Las Vegas, Nevada          | Jay Lethal (c) vs. Will Ospreay |
| Death Before Dishonor XVII                  | 27 de septiembre de 2019 | Sam's Town Live                    | Las Vegas, Nevada          | Matt Taven (c) vs. Rush |
| Death Before Dishonor XVIII                 | 12 de septiembre de 2021 | 2300 Arena                         | Philadelphia, Pennsylvania | Bandido (c) vs. Brody King vs. Demonic Flamita vs. EC3                                                                                                   |
| Death Before Dishonor 2022                  | 23 de julio de 2022      | Tsongas Center                     | Lowell, Massachusetts.     | FTR (Cash Wheeler & Dax Harwood) (c) vs. The Briscoes (Jay Briscoe & Mark Briscoe)                                                                       |
| Death Before Dishonor 2023                  | 21 de julio de 2023      | CURE Insurance Arena               | Trenton, Nueva Jersey      | Athena vs. Willow Nightingale |
| Death Before Dishonor 2024                  | 26 de julio de 2024      | Esports Stadium Arlington          | Arlington, Texas           | Mark Briscoe vs. Roderick Strong |
| Death Before Dishonor 2025                  | 5 de septiembre de 2025  | 2300 Arena                         | Philadelphia, Pennsylvania | |